# Titron
Titron är en ort i Indien.   Den ligger i distriktet Sahāranpur och delstaten Uttar Pradesh, i den norra delen av landet, 120 km norr om huvudstaden New Delhi. Titron ligger 259 meter över havet och antalet invånare är 11 569.
Terrängen runt Titron är mycket platt. Runt Titron är det tätbefolkat, med 947 invånare per kvadratkilometer. Närmaste större samhälle är Gangoh, 13,7 km norr om Titron. Trakten runt Titron består till största delen av jordbruksmark.